# Vila Tychonova 6
Vila Tychonova 6 (Stachova a Hoffmannova dvojvila) je severní část rodinné dvojvily v Praze 6-Hradčanech. Od roku 1958 je chráněna jako nemovitá kulturní památka České republiky.

## Historie
Část dvojvily s č.p. 268 postavenou v letech 1911–1913 navrhl Josef Gočár pro Jana Stacha, úředníka Pražské městské pojišťovny na Staroměstském náměstí.
Gočár původně navrhl dvojdům ve stylu moderny. Po dokončení kubistického Jakubcova domu v Jičíně (arch. Pavel Janák) a teoretické stati „Hranol a pyramida“ vydané v časopisu Umělecký měsíčník, vydávaném kubisty, upravil kromě již rozestavěného domu U Černé Matky Boží také dvojdům v Tychonově ulici; jižní část víc, na severní (č.p. 268) převládají detaily ve stylu moderny.

## Popis
Vila s vloženým druhým patrem je kryta mansardovou střechou. Z jejího hlavního průčelí vystupuje hmota vnitřního schodiště, kterou rámují dva pilíře ve tvaru převrácených komolých jehlanců.
Z boční fasády vystupuje široký arkýř zakončený balkonem. Balkon je podepřen osmibokými pilíři, které přecházejí v patře do pilířů nárožních. Podobné pilíře se nacházejí také na fasádě do zahrady, kde vynášejí dva balkony umístěné nad sebou. Plocha mezi řadami oken je dekorována geometrickými tvary.
Oválné schodiště v interiéru má geometricky kované zábradlí. V bytě v prvním patře je jednoduchý štukový strop.
Do zahrady vede schodiště s hladkými sloupy na obou koncích. Otevřený zahradní altán má kupoli vynášenou šesti sloupy.